# Prostitutionsstråk
| Prostitutionsstråk |
| --- |
| Bordell i Amsterdams bordelldistrikt, vars lokala namn är De Wallen. - Betydelse – (stads)område med prostitution - Olika begrepp – bordelldistrikt, bordellkvarter, glädjekvarter (äldre), red-light district (engelska), akasen (japanska), totjka (ryska) - Exempel – De Wallen (Amsterdam), Reeperbahn (Hamburg), Storyville (New Orleans) |

Prostitutionsstråk är en benämning på kvarter i främst större städer där prostitution är vanlig. Om verksamheten sker i form av bordellverksamhet används ibland uttrycket bordellkvarter, och det äldre svenska uttrycket "glädjekvarter" (se "glädjeflicka") syftar på samma sak. Internationellt används ofta det engelskspråkiga begreppet red-light district. Även annan verksamhet av sexuell natur kan där vara vanlig, som porrklubbar, biografer eller försäljning av pornografi.
Prostitutionsverksamhet är ofta samlad i vissa områden i städerna, antingen verksamheten är laglig, tolererad eller aktivt motarbetas av myndigheterna. Internationellt kända prostitutionsstråk finns eller har funnits i Amsterdam (De Wallen), Hamburg (Reeperbahn) och Bangkok (Patpong).

## Olika länder

### USA
Internationellt har det engelska uttrycket red-light district fått stor spridning. Uttrycket är första gången känt från USA 1894, och det kommer av seden att placera röd belysning i ett fönster när sexuella tjänster erbjuds i en lokal. När det första gången syntes i tryck, i Ohio, hade ordet redan en lång historia som funktion för att markera erbjudande av sexuella tjänster. Ibland förekommer förklaringen att de röda lyktorna skulle ha hängts upp av järnvägsarbetare, för att underlätta för rekryterare att hitta hugade rallare, men detta anses vara en efterhandskonstruktion och folketymologi.
I New York har olika typer av sexbranschrelaterade aktiviteter traditionellt koncentrerats kring Times Square, med porrklubbar och -biografer samt gatuprostitution och massagesalonger.

### Sverige
I Sverige har gatuprostitution mest uppmärksammats i Stockholm och Göteborg, i den förra kring Malmskillnadsgatan och i den senare historiskt först i Östra Nordstan. Efter att Östra Nordstan rivits för att ge plats åt det nya köpcentret, flyttade gatuprostitutionen i Göteborg under 1970-talet till området kring Vasaparken. Offentliga insatser för att få bort både narkotikahandel och prostitutionen från Vasaparken, ledde till att Rosenlund senare blev ett nytt centrum i Göteborg för den kvarvarande gatuprostitutionen.
Efter kontorstid sker gatuprostitutionen i Sergelstan.

### Andra länder
I Japan talar man om akasen (赤線).
I Ryssland används begreppet totjka.

## Utveckling
På senare år har storleken på prostitutionsstråken i många städer minskat i betydelse. Det beror till viss del på att stora delar av gatuprostitionen flyttat ut på Internet. Eskorttjänster för i princip samma typ av sexuella tjänster kan marknadsföras som annonsering på olika kommersiella videoplattformar), och i Internetåldern har webbkameramodellande och annan typ av "virtuell" prostitution vuxit.

## Kända prostitutionsstråk genom historien (urval)
Afrika
- Petit Socco – Tanger, Marocko (1900-talet)[16]
- Wagh el Birket – Kairo, Egypten[17]

Asien
- Patpong – Bangkok, Thailand[18]
- Geylang – Singapore[19]
- Hira Mandi – Lahore, Pakistan[20]
- Yoshiwara – Tokyo, Japan (under Edoperioden[21])

Australien
- Kings Cross District – Sydney, Australien (1900-talet[22])

Europa
- De Wallen – Amsterdam, Nederländerna
- Reeperbahn och Herbertstrasse, Sankt Pauli-distriktet i Hamburg, Tyskland[23]
- Bahnhof Zoo – Berlin, Tyskland[24]
- Kings Cross – London, Storbritannien[25]
- Pigalle, Paris, Frankrike (1800–1900-talet)[26]
- Raval – Barcelona, Spanien[27]
- Istedgade – Köpenhamn, Danmark (1900-talet[28])
- Malmskillnadsgatan – Stockholm, Sverige[29]
- Rosenlundsgatan – Göteborg, Sverige[30]

Nordamerika
- "White Chapel" – Dawson City under guldrushen i Klondike.[31]
- Storyville – New Orleans (legalt 1897[32]–1917[33])
- Sunset Boulevard – Los Angeles[34]
- The Levee – Chicago, Illinois (1900-talet[35])

## Galleri

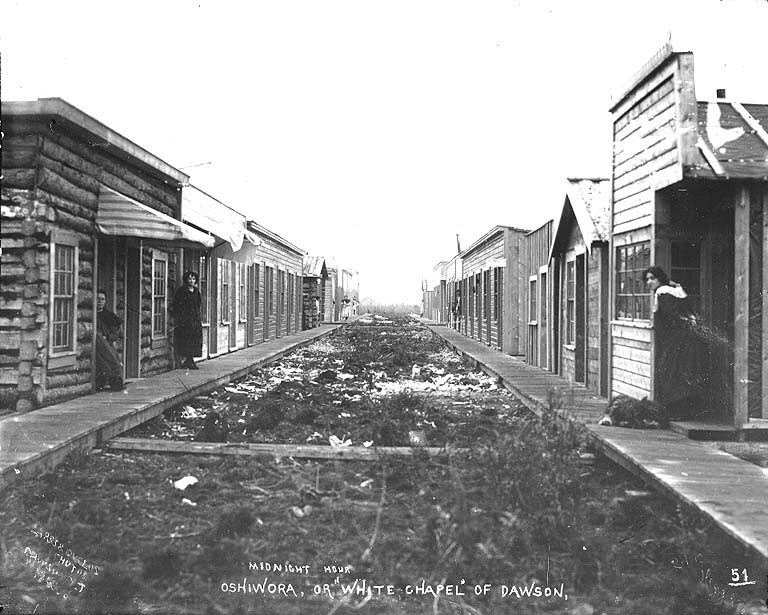
"White Chapel", prostitutionsstråket i Klondike City vid Dawson City cirka 1899.
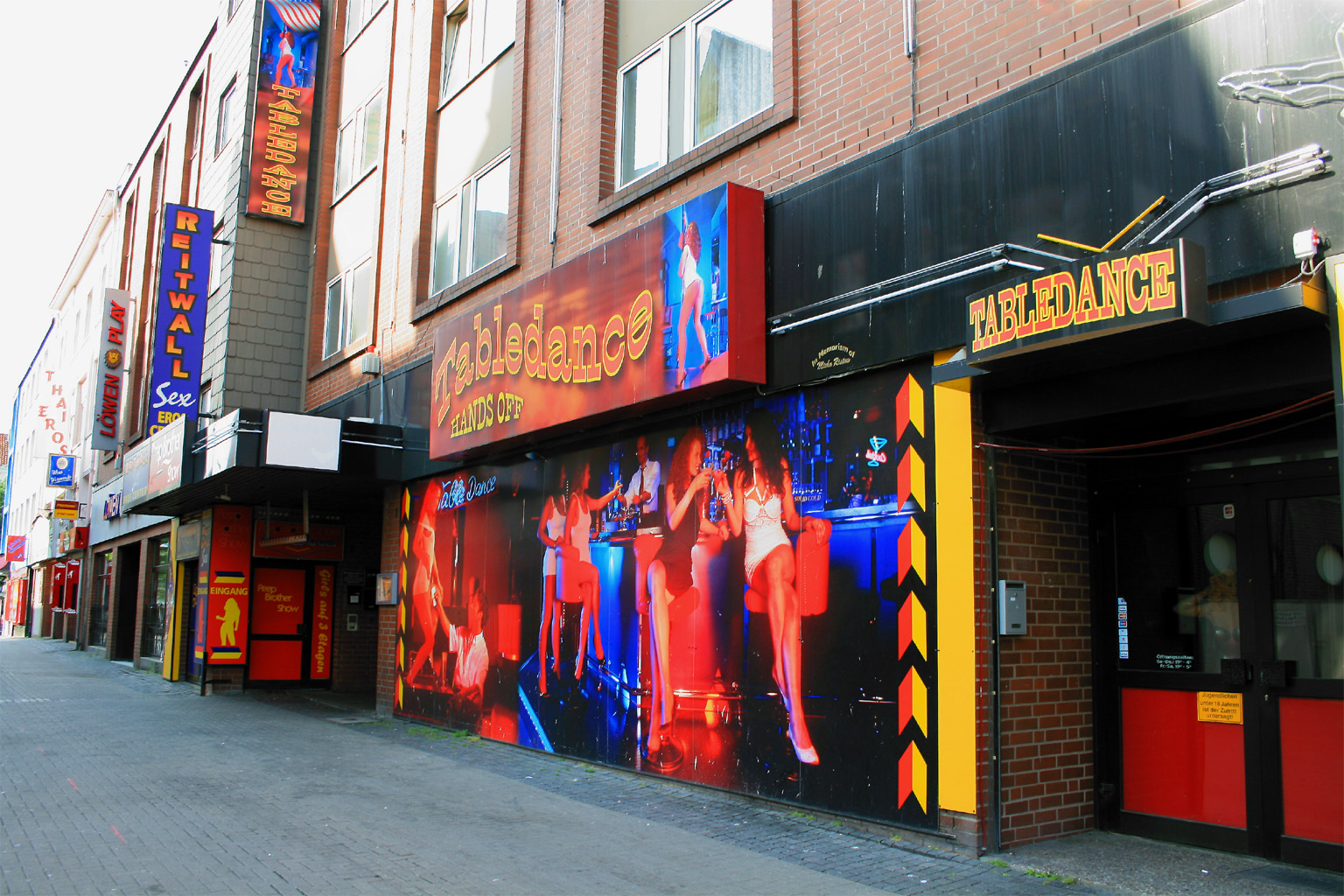
Reeperbahn i Hamburg, 2009.
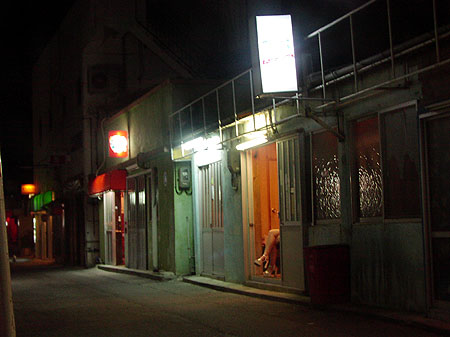
Distriktet Maebara i Ginowan på Okinawa, 2010.